# Endesa X
Endesa X es una empresa del Grupo Endesa que opera en el mercado energético en España y Portugal. Sus sectores de actividad incluyen la movilidad eléctrica, los hogares inteligentes, la ciudad inteligente, la eficiencia en el consumo de energía y la integración de energías renovables en hogares, empresas y entidades públicas. Su oficina principal está en Madrid.

## Historia
El 18 de noviembre de 2018 el Grupo Endesa constituyó Endesa X como empresa enfocada en la digitalización, la innovación y la sostenibilidad en España y en Portugal. En 2018, la compañía planificó el desarrollo de infraestructuras de recarga de acceso público para promover la movilidad eléctrica en España. Este plan incluye la instalación de 8.500 puestos de recarga de acceso público en un período de cinco años (2019-2023). Tras el brote de la pandemia de Covid-19, en 2020 Endesa X confirmó la finalización de la primera fase del plan, con la instalación de 2.000 puestos de recarga públicos. El 14 de septiembre de 2020 firmó un acuerdo de colaboración con Athlon (Grupo Daimler) para un servicio de alquiler de choces eléctricos para empresas. En el mismo año firmó otro acuerdo de colaboración con HERE, empresa que brinda servicios de datos geográficos y cartográficos, para lanzar City Analytics, un mapa de movilidad para la gestión de emergencias por parte de las administraciones públicas durante la pandemia de COVID-19.
Desde abril de 2021, su director general es Davide Cicliato.

## Actividad
Endesa X cuenta con 309 empleados en España y Portugal y tiene una cartera de 2 millones de clientes. En 2019 alcanzó una cifra de negocio de 271,2 millones de euros. La compañía está enfocada en servicios de integración de energías renovables para empresas, administraciones públicas y particulares. En 2020, Endesa X lanzó un termostato inteligente que integra el sistema de asistente virtual Alexa de Amazon. En Barcelona colaboró con el Ayuntamiento en el desarrollo de autobuses eléctricos y esto llevó, en octubre de 2020, a la finalización de la primera línea totalmente eléctrica (H16), que conecta el Fórum con el área de Zona Franca. Ha colaborado con el Ayuntamiento de Sevilla, la Junta de Andalucía y el Parque Científico Tecnológico Cartuja en un proyecto de transición energética en la Isla de La Cartuja.
Endesa X es uno de los principales proveedores de energía fotovoltaica para particulares y empresas en España. Entre sus clientes están la empresa de neumáticos Bridgestone Incarlopsa, proveedor cárnico de Mercadona, y la maderera Kronospan.
Enel X, empresa matriz de Endesa X, es patrocinadora oficial de MotoE y FórmulaE, los dos nuevos campeonatos del motor con bólidos y motos propulsados por energía eléctrica. 

## Premios
El 11 de diciembre de 2018, Endesa X recibió el premio al “Mejor Proyecto de Movilidad”, otorgado por Capital Radio, por su plan de infraestructura en 5 años. El 15 de septiembre de 2020, Endesa X recibió el “Primer Premio de la Semana Europea de la Movilidad”, otorgado por la Generalitat Valenciana.